# Enyo bathus
Enyo bathus är en fjärilsart som beskrevs av Rothschild 1904. Enyo bathus ingår i släktet Enyo och familjen svärmare. Inga underarter finns listade i Catalogue of Life.